# Germán Fernández del Castillo
Germán Fernández del Castillo de Campo (Ciudad de México; 7 de noviembre de 1902 - 18 de marzo de 1958) fue un jurista y catedrático mexicano.
Fue profesor en materia de comercio. Impartió cátedras de Economía Política de 1925 a 1932, Moneda y Crédito de 1934 a 1935 y el Segundo Curso de Derecho Mercantil de 1936 a 1952 en la Escuela Libre de Derecho, de la que ocupó el cargo de Rector del año de 1940 hasta 1942, año en el cual solicitó licencia del cargo, y posteriormente de 1944 a 1949.
En la esfera profesional, don Germán se dedicó al ejercicio privado de la abogacía en su bufete particular, aunque se dio tiempo para desempeñar algunas funciones públicas, tales como Director Jurídico de la Secretaría de Educación Pública, desde donde elaboró la Ley General de Profesiones y la anterior, Ley Federal de Derechos de Autor; Director de la Nacional Reguladora y Distribuidora; Director Jurídico del Instituto Mexicano del Seguro Social y Ministro Plenipotenciario de México para la firma de la Convención Universal de Derechos de Autor y la Convención Interamericana de Derechos de Autor.
Autor de múltiples estudios y artículos publicados en diversas revistas jurídicas, entre los que resaltan La Declaración Americana de Derechos y Deberes del Hombre, La Propiedad y Expropiación en el Derecho Mexicano Actual, La Empresa Mercantil, La Convención Interamericana de Derechos de Autor y Noticias Históricas de la Escuela Libre de Derecho.
Cabe mencionar también que fue miembro y Presidente del Ilustre y Nacional Colegio de Abogados de México, miembros de la Junta Directiva de la Barra Mexicana de Abogados, Vicepresidente de la Academia Mexicana de Jurisprudencia y Legislación y Presidente del Patronato del Colegio de las Vizcaínas.
- Datos: Q5878674